# Phelps Dodge
Phelps Dodge Corporation — бывшая американская горнорудная и металлургическая компания, второй по величине в мире производитель меди. Штаб-квартира компании располагалась в Финиксе, Аризона.
Основана в 1834 году.

## Деятельность
Компания вела добычу и выплавку меди, молибдена, никеля в Соединённых Штатах Америки, Чили, Перу и других странах мира.
В конце июня 2006 года Phelps Dodge объявила о грядущей в ближайшее время покупке канадского производителя цветных металлов Inco, которая, в свою очередь, приобретает канадскую же Falconbridge. Сделка стоимостью $40 млрд позволила бы Phelps Dodge стать ведущей компанией в мире по производству никеля, обогнав по этому показателю российский «Норильский Никель». Но сделка так и не состоялась из-за враждебных предложений других потенциальных покупателей и изначального недовольства акционеров предстоящей сделкой.
Общая численность персонала — 13,5 тыс. человек. Phelps Dodge выпустила в 2005 году 1,3 млн т меди. Выручка составила $8,3 млрд, чистая прибыль — $1,6 млрд.

## Поглощение
19 ноября 2006 года компания Freeport-McMoRan объявила, что планирует произвести поглощение Phelps Dodge за $25,9 млрд наличными и акциями, создав тем самым крупнейшую публичную компанию по добыче меди. 14 марта 2007 года акционеры обеих компаний проголосовали за принятие предложения о поглощении. 19 марта 2007 года сделка была официально утверждена.